# Tipula ellioti
Tipula ellioti är en tvåvingeart som beskrevs av Alexander 1920. Tipula ellioti ingår i släktet Tipula och familjen storharkrankar.
Artens utbredningsområde är Uganda. Inga underarter finns listade i Catalogue of Life.